# Timmersdorf
Timmersdorf ist eine Ortschaft und eine Katastralgemeinde in der Gemeinde Traboch im Bezirk Leoben, Steiermark.
Die Ortschaft befindet sich im Liesingtal auf der Höhe des Trofaiacher Beckens. Am 1. Jänner 2024 zählte die Ortschaft 536 Einwohner und ist damit der größte Ortsteil der Gemeinde. Der Ort besitzt einen Bahnhof und einen Flugplatz für Kleinflugzeuge. Die Wirtschaft wird von einigen Kleinbetrieben sowie von einigen Industrien entlang der Pyhrn Autobahn bestimmt.